# Hans Singer (Stuckateur)
Hans Singer, auch Hans Johannesen Singer sowie Johann „Joannis“ Singer (* 17. Juni 1688 in Götzens; † um 1740 in Axams), war ein Tiroler Stuckateur.

## Leben
Hans Singer war seit dem 23. Januar 1719 mit Gertraud Payr verheiratet und lebte als Stuckateur seit 1726 in Schwaz. In der Folgezeit entwickelte sich aus der Zusammenarbeit mit seinem Bruder, dem Baumeister und Architekten Jakob Singer (1685–1760), ein Familienbetrieb (in den die Söhne eingebunden waren), die sich zunächst als Baumeister und Stuckateure mit Neubauten und der Barockisierung existierender Kirchen befassten.
Bekannte Neubauten, an denen beide Brüder beteiligt waren, sind die Pfarrkirche Kirchbichl und insbesondere das Stift Fiecht sowie die Franziskanerkirche in Schwaz (1735/36) und die Pfarrkirche St. Philipp und Jakob in Oberndorf in Tirol (1733/34).
Zusätzliche überregionale Bekanntheit erreichten die Arbeiten des Tirolischen Spätbarocks von Franz Singer, dem Sohn von Hans Singer, und von dessen Neffen Cassian Singer (1712–1759).